# Безносов, Денис Дмитриевич
Дени́с Дми́триевич Безно́сов (р. 11 марта 1988, Москва) — российский поэт, литературный критик, переводчик с английского и испанского языков, литературовед. Один из ведущих исследователей (наряду с Ольгой Крамарь и Арсеном Мирзаевым) жизни и творчества Тихона Чурилина.

## Биография
Денис Безносов родился 11 марта 1988 года в Москве. В 16 лет начал писать стихи и эссе. Окончил переводческий факультет Московского независимого эколого-политологического университета (МНЭПУ).
Первая публикация состоялась в 2010 году в журнале «Футурум АРТ». Стихи, пьесы и переводы публиковались в альманахе «Опустошитель», в журналах «Футурум АРТ», «Транслит», «Дети Ра», «Крещатик», «Топос», «Homo Legens», «Воздух» и др., в «Антологии одного стихотворения», на сайтах «Полутона» и «Фонд Броуновского Движения».
Работал в Российской государственной детской библиотеке. Был редактором в издательстве «ОГИ».

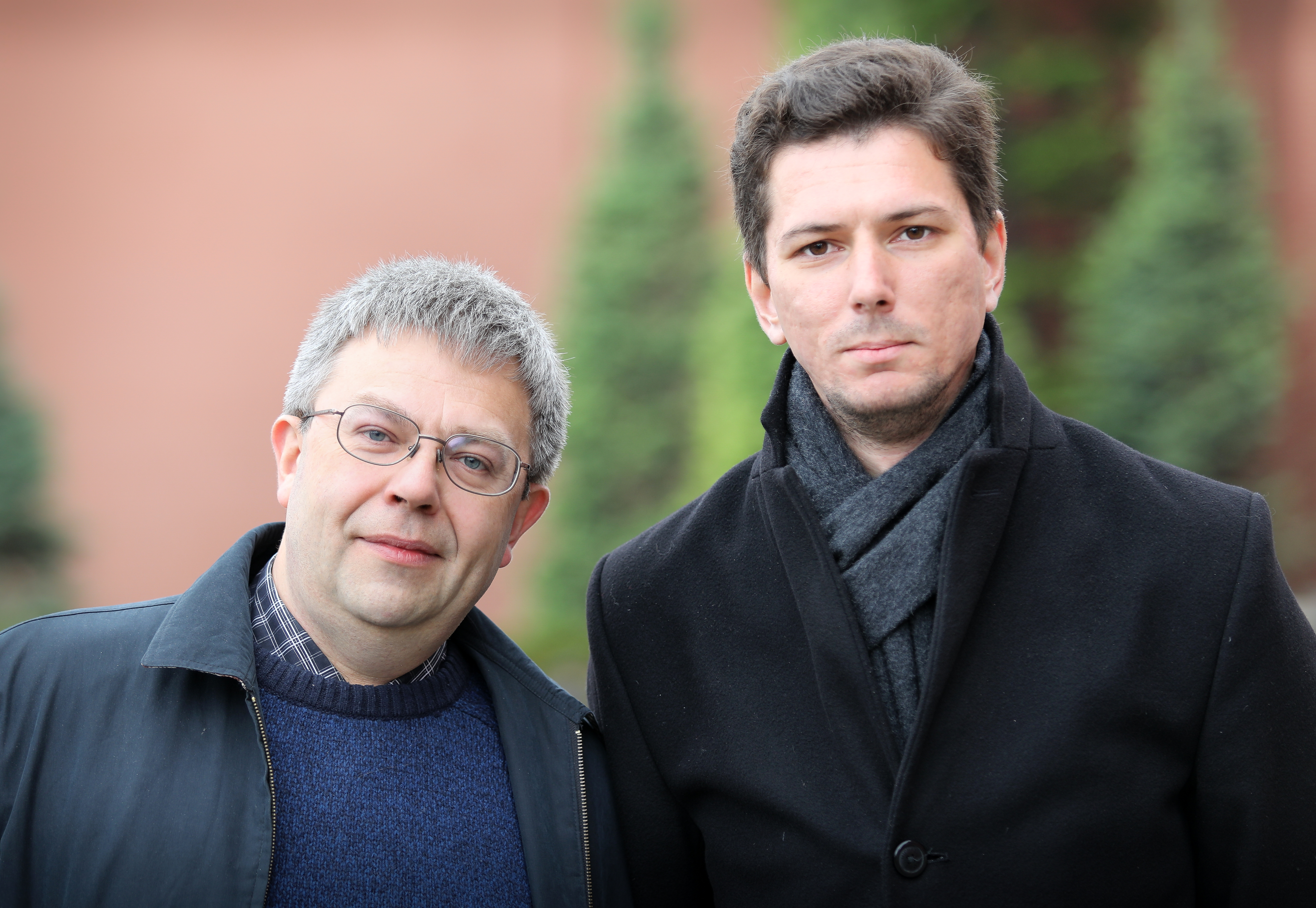
Денис Безносов с поэтом Максимом Амелиным на книжном фестивале "Красная площадь"-2017.

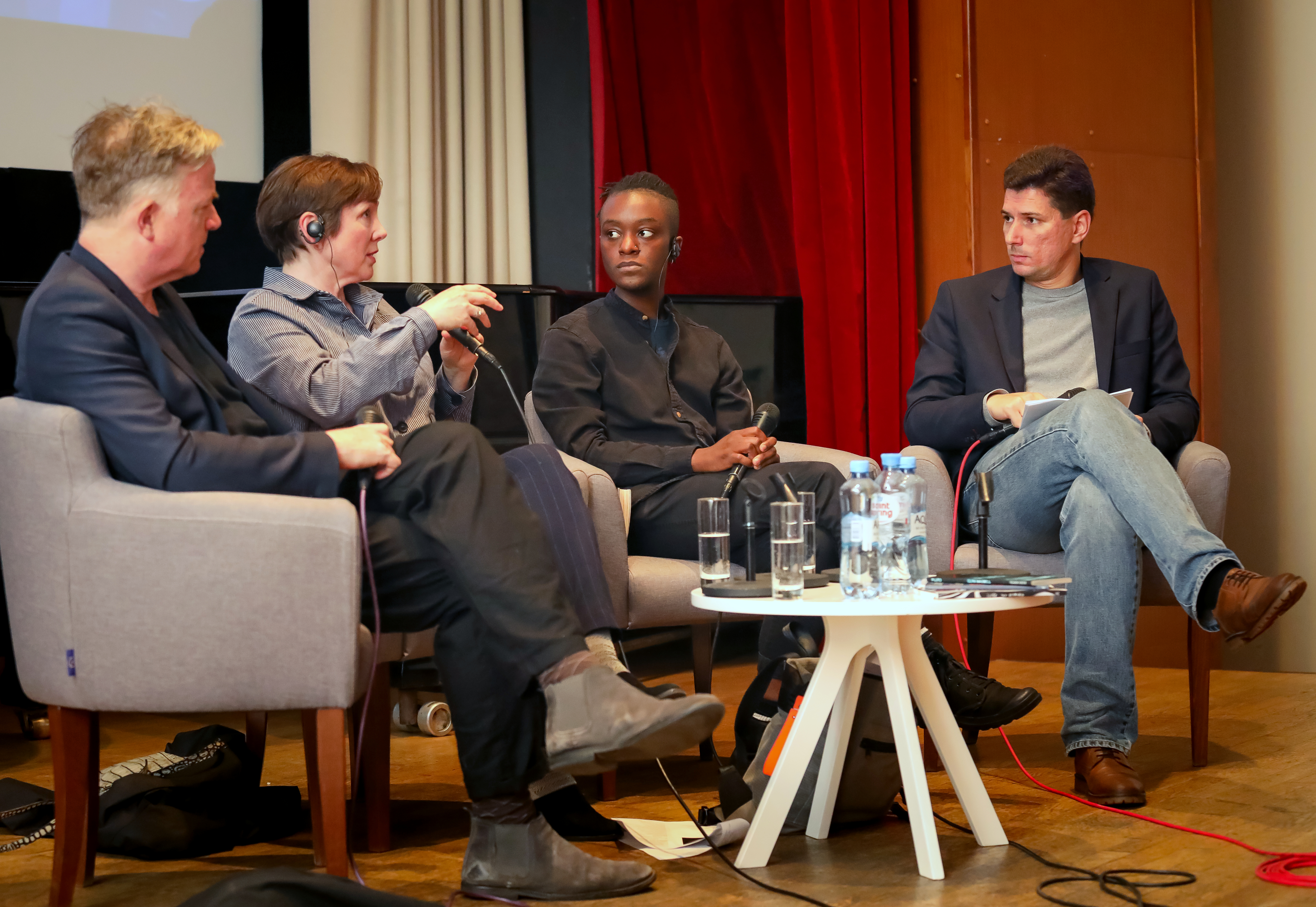
Вечер встреч с британскими писателями в Библиотеке иностранной литературы им. М.И. Рудомино. Глин Максвелл, Лавиния Гринлоу, Джей Бернард, Денис Безносов.

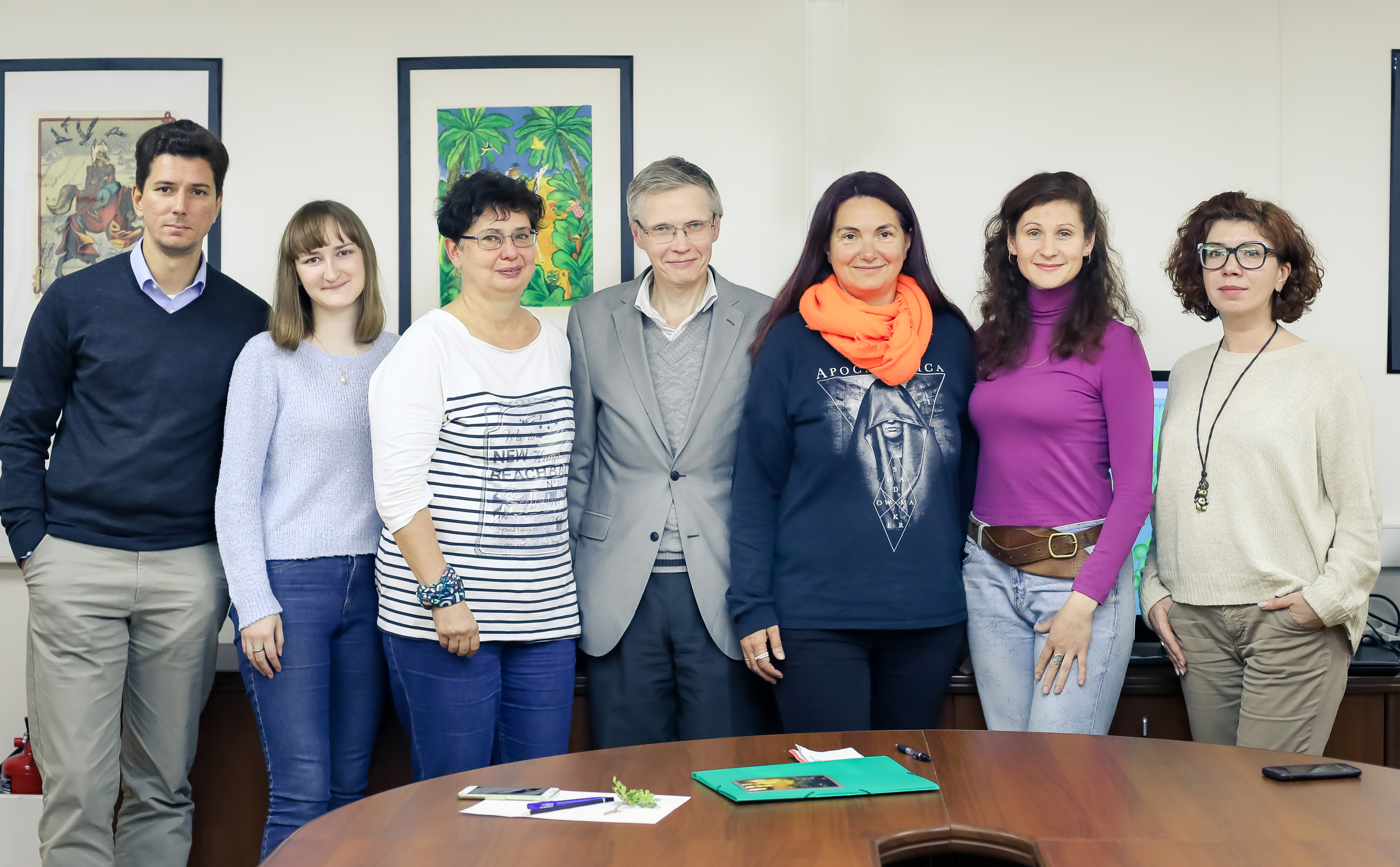
Встреча с писателем Татьяной Бонч-Осмоловской в Российской государственной детской библиотеке. Крайний слева - поэт Денис Безносов, рядом переводчик Татьяна Луконина. Татьяна Бонч-Осмоловская в центре в оранжевом шарфе, рядом с ней поэт Александр Бубнов. Крайняя справа - поэт Анна Золотарёва.

## Творчество
Среди ключевых для себя авторов прошлого Денис Безносов называет Василия Петрова, Алексея Кручёных, Сэмюэля Беккета, среди современников — Сергея Бирюкова и Максима Амелина, которых считает своими литературными единомышленниками.
Литературный критик Артём Скворцов среди русских поэтов, родившихся в 1980-е годы, выделяет всего шесть имён — Алексей Порвин, Мария Маркова (р. 1982), Григорий Медведев, Владимир Кочнев (р. 1983), Алексей Кудряков, Денис Безносов (р. 1988), которых, как он считает, сложно назвать поэтическим поколением — скорее, отдельными авторами, пишущими «словно вне или без своего поколения». И даже среди этого малого числа Безносов стоит особняком:
…Денис Безносов, пожалуй, менее всего обязан отечественной поэтической традиции. Его корни — в европейском авангарде и модерне. И если в русской литературе автор выглядит неким экзотом, то выразительные возможности русского языка он использует как мало кто в его поколении. Поэтический мир Безносова строится на парадоксе: бесплотное пространство лингвистических и формальных абстракций, сознательно очищенных от конкретных национальных и культурных примет, воссоздается с удивительной тщательностью мелкой техники. С известной долей осторожности можно определить наиболее важный жанр поэта — экфрасис, только описывается здесь то, чего на белом свете вообще не может быть: перед нами игровое описание воображаемых картин, предметов и субъектов. Здесь на событийном уровне зачастую ничего не происходит, всё действие, по сути, переводится в захватывающие приключения синтаксиса.
Подобным же образом поэзию Дениса Безносова оценивает Данила Давыдов:
Безносов, действительно наследуя самым радикальным авангардным фигурам и движениям (и, что особенно важно, не только отечественным, но и европейским), производит своего рода опыт перенесения того письма в современность, — но тем самым и видоизменяет саму исходную поэтику, привнося в неё рефлективный филологический взгляд.

## Переводы
В переводе с английского публиковались стихи Дэвида Гаскойна, Марка Форда, Хью Сайкса Дэвиса, Питера Во и др., с испанского — стихи Фернандо Аррабаля, Вирхилио Пиньеры, Хосе Мария Инохосы, Мануэля Альтолагирре, Тироне Маридуэнья Герреро и др..
Подготовил к изданию книгу переводов Дэвида Гаскойна («Сон Исиды», Мадрид, 2011).

## Литературная критика
Рецензии публиковались в газете «НГ Ex libris», в журналах «Новый мир», «Волга», «Литературная учеба». С мая 2019 года ведет ежемесячную рубрику "Дневник читателя" на сайте "Год Литературы", в которой обозревает новинки англоязычной художественной литературы. 

## Тихон Чурилин
Подготовил к изданию три книги Тихона Чурилина в Мадриде («Последний визит», «Март младенец» и «Весна после смерти», 2011) и двухтомное издание в Москве (совместно с Арсеном Мирзаевым: Т. Чурилин «Стихотворения и поэмы» в 2-х томах. — М.: Гилея, 2012).

## Награды и премии
- Лонг-лист литературной премии «Дебют» (2013, подборка стихотворений)[3]
- Международная отметина имени отца русского футуризма Давида Бурлюка (2014)[9]
- Финалист (второе место) российско-итальянской премии «Белла» в номинации «Русское стихотворение» (2014, стихотворение «Ода Целебесу»)[10]
- Шорт-лист литературной премии «Дебют» в номинации «Поэзия» (2015)[3]
- Дипломант Волошинского конкурса (2015)[11]
- Лауреат российско-итальянской премии «Белла» в номинации «Русское стихотворение» (2015, стихотворение «Зиккурат»)[11][10]
- Финалист шорт-листа Премии «Дар» 2025 за книгу «СВИДЕТЕЛЬСТВА ОБИТАНИЯ»